# Radar Scope
Radar Scope (レーダースコープ?) è un videogioco arcade sviluppato e pubblicato da Nintendo nel 1979.
È un genere di gioco sparatutto, con elementi simili a Space Invaders di Taito e Galaxian di Namco. È stato distribuito in tre tipi di cabinati arcade: Upright (quelli classici in posizione verticale), Cockpit (a forma di cabina di pilotaggio), e Cocktail (a forma di tavolino).

## Modalità di gioco
Il giocatore deve difendere uno spazioporto da un attacco nemico. Ha a disposizione un'astronave che si sposta nella parte bassa dello schermo solamente in orizzontale e spara alle navicelle nemiche che attaccano scendendo verso il basso dopo essersi staccate dallo stormo che compare in formazione nella parte alta dello schermo. La particolarità di Radar Scope è quella di essere uno sparatutto in terza persona con una prospettiva che simula la tridimensionalità: il piano di gioco, costituito da un reticolo, è infatti disegnato in modo che dia il senso della profondità. Questo effetto è ulteriormente ampliato dall'aumento che subiscono le dimensioni delle navicelle nemiche man mano che queste scendono verso il basso, ricreando quindi il senso della distanza mediante l'uso della differente dimensione degli oggetti. Anche gli spari concorrono a ricreare la tridimensionalità della scena: i colpi dei laser si muovono infatti con una traiettoria che risulta tanto più inclinata quanto più essi sono lanciati da una zona vicino ai bordi dello schermo.

## Storia
Nintendo era una società che produceva videogiochi, anche di tipo meccanico, dal 1975. I suoi prodotti non riscuotevano però un notevole successo: alcuni per via della loro qualità intrinseca altri perché semplici cloni di titoli più famosi, come Space Fever che era una copia di Space Invaders. Per questo motivo Nintendo non era molto conosciuta al di fuori del Giappone, e anche in patria non era un nome di spicco nel panorama dei videogiochi.
Nintendo decise perciò di produrre un gioco che potesse essere di successo e affidò il compito a un gruppo di programmatori denominato Nintendo Research & Development 1, capitanato da Gunpei Yokoi. Allo sviluppo parteciparono anche Shigeru Miyamoto, come art designer, e Hirokazu Tanaka, che lavorò ai suoni e alle musiche. Il gruppo realizzò uno sparatutto a tema spaziale che riprendeva le tematiche di Space Invaders, che in Giappone aveva avuto un successo enorme, con uno stormo di navicelle nemiche che sferravano un attacco muovendosi dall'alto verso il basso, e aggiungendo alcuni elementi di un altro gioco molto in voga in quel periodo, Galaxian, che aveva introdotto il concetto delle navicelle che abbandonano la formazione per sferrare attacchi.
Nintendo lo pubblicò nel 1979 con il nome di Radar Scope. Il gioco riscosse un discreto successo in Giappone tanto che il presidente della società Hiroshi Yamauchi decise di esportarlo anche in Nord America. Ma piuttosto che darlo in licenza a società terze, come facevano all'epoca Namco e Konami, decise di aprire una filiale propria negli Stati Uniti d'America, Nintendo of America, per commercializzare direttamente l'arcade.

## Insuccesso e conversione in Donkey Kong
Dalla decisione all'effettiva messa in commercio dei cabinati passò però molto tempo. Nintendo dovette aprire gli uffici della sua filiale e poi spedire i cabinati in America, da cui poi furono distribuiti. Radar Scope arrivò perciò nelle sale americane solo nel mese di novembre del 1980, accumulando un ritardo notevole rispetto agli altri giochi derivati da Space Invaders già in vendita da tempo. Oltre a ciò manifestava anche evidenti problemi di obsolescenza: l'audio era infatti molto banale, costituito da 'bip' acuti ed effetti basati sulla modulazione del suono, che dopo un po' risultavano fastidiosi; in aggiunta a questo, sul lato grafico e della giocabilità non poteva reggere il confronto con titoli più moderni, come ad esempio Frogger o Pac-Man, con quest'ultimo che si stava affermando come successo globale. Un altro fattore di cui Nintendo non aveva tenuto conto erano i gusti differenti dei giocatori dei vari Paesi: ciò che piaceva ai giocatori giapponesi non era detto che piacesse anche ai giocatori di altre parti del mondo. Un esempio di ciò veniva proprio da Space Invaders: nonostante in America avesse riscosso un ottimo successo, il gioco non era stato però capace di replicare i numeri fatti registrare in Giappone, dove era stato un vero fenomeno di culto tanto da aver costretto la Banca giapponese a coniare più monete da 100 yen (usate per giocare all'arcade) per sopperire alla carenza di questo taglio fatto registrare dopo l'uscita del gioco.
Per cercare di recuperare i cabinati invenduti (circa 2.000 dei 3.000 complessivamente prodotti) e salvarsi da una crisi finanziaria che aveva portato la società sull'orlo del fallimento, il presidente di Nintendo of America Minoru Arakawa e il presidente di Nintendo Hiroshi Yamauchi decisero di utilizzare l'hardware per un nuovo gioco compatibile con i cabinati di Radar Scope. Assegnarono il compito a Miyamoto che, nel giro di pochi mesi, realizzò Donkey Kong. Il kit di conversione veniva inizialmente realizzato in Giappone e poi veniva spedito in Nord America, dove era montato nei cabinati di Radar Scope. Donkey Kong divenne un enorme e inaspettato successo, che non solo salvò Nintendo ma la lanciò verso il successo, che raggiunse pochi anni dopo con l'uscita della sua console Nintendo Entertainment System.